# Rozalia Osuch-Jaczewska
Rozalia Osuch-Jaczewska (ur. 1922, zm. w kwietniu 2013) – polska lekarka, pediatra, dr hab., prof. nauk medycznych.

## Życiorys
Obroniła pracę doktorską, następnie uzyskała stopień doktora habilitowanego. 20 marca 1990  nadano jej tytuł profesora w zakresie nauk medycznych. Pracowała w Katedrze Położnictwa i Ginekologii na Wydziale Lekarskim Śląskiej Akademii Medycznej w Katowicach, oraz była członkiem Komitetu Rozwoju Człowieka na VI Wydziale Nauk Medycznych Polskiej Akademii Nauk.
Zmarła w kwietniu 2013.

## Odznaczenia i wyróżnienia
- Krzyż Armii Krajowej[1]
- Medal i Statuetka Programu[1]
- 2011: Wawrzyn Lekarski przyznawany przez Śląską Izbę Lekarską[1]